# Rue de la Montagne (Bruxelles)
Pour les articles homonymes, voir Rue de la Montagne.

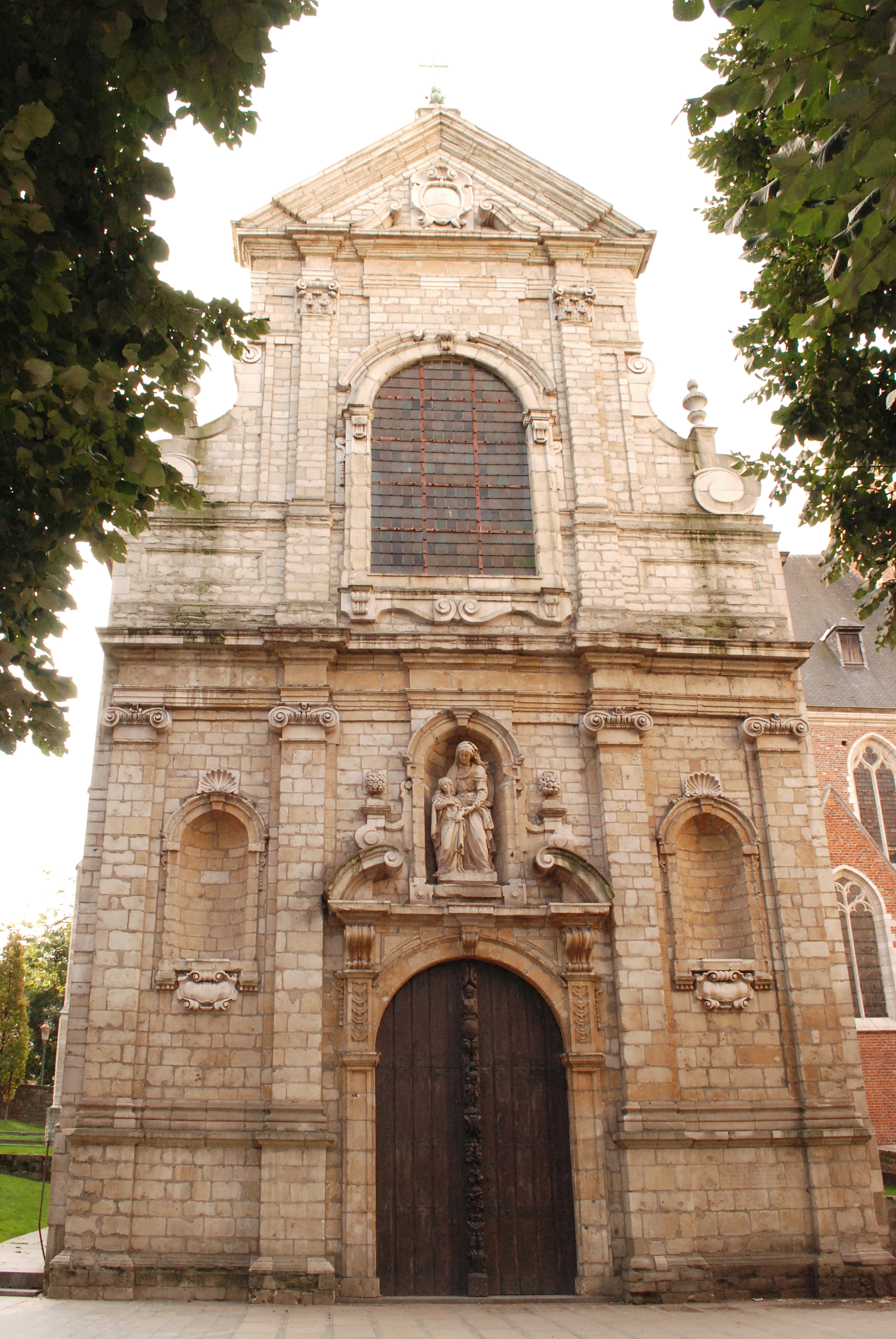
Chapelle Sainte-Anne de Bruxelles située jadis rue de la Montagne

La rue de la Montagne (en néerlandais : Bergstraat) est une rue de Bruxelles, en Belgique.

## Situation et accès
La rue de la Montagne part de la rue du Marché aux Herbes pour monter, en croisant la rue des Bouchers, jusqu'au carrefour du boulevard de l'Impératrice, de la rue d'Arenberg et de la rue de Loxum. Elle est située dans le quartier de la Putterie, près de la Gare de Bruxelles-Central.
| ___ | Ce site est desservi par la station de métro : Gare Centrale. |

## Historique
Mentionnée dès le XIIIe siècle, la rue de la Montagne est une des plus anciennes artères de Bruxelles, connue pour ses auberges et ses relais.
Détruite, comme la plupart des maisons de la Grand-Place, lors du bombardement de Bruxelles par les troupes françaises de Louis XIV commandées par le maréchal de Villeroy en août 1695, la rue fut reconstruite et élargie peu après.
La rue fut à nouveau en partie démolie au XXe siècle, et ce en trois temps :
- en un premier temps, plusieurs immeubles néo-baroques furent construits dans les années 1910 et 1920;
- ensuite, le côté sud de la rue (vers le boulevard de l'Impératrice) fut démoli par le chantier de la jonction ferroviaire Nord-Midi, qui provoqua la démolition de tout le quartier de la Putterie;
- enfin le côté nord fut fortement altéré par la construction d'immeubles de bureaux de style néo-baroque[1] et néo-médiéval dans les années 1960 et 1970.

La chapelle baroque Sainte-Anne se dressait initialement au coin de la rue de la Montagne et de la rue du Singe, aujourd'hui disparue. Après la destruction du quartier de la Putterie par les travaux de la Jonction Nord-Midi, sa façade fut remontée à côté de la chapelle de la Madeleine.
Le côté droit de la rue de la Montagne, réduit à l'état de parking durant la deuxième moitié du XXe siècle, ne fut rebâti que dans les années 1990, époque où y furent construits des hôtels et des immeubles d'appartements de luxe.

## Bâtiments remarquables et lieux de mémoire
La rue de la Montagne abrite plusieurs édifices dignes d'intérêt parmi lesquels des maisons baroques, rococo, néo-médiévales et néo-baroques.

### Maisons de style baroque et rococo
- No 10 : maison en style de transition Régence / Louis XV[1] millésimée 1747

Cette maison a été attribuée à Corneille van Nerven par l'archiviste de la ville de Bruxelles et historien Guillaume Des Marez mais cette attribution est contestable car la façade est millésimée 1747 alors que van Nerven serait mort en 1717. On peut supposer que la maison est l'œuvre d'un homonyme ou qu'elle est bien de Corneille van Nerven mais que sa façade a été remise au goût du jour en 1747.
Elle présente une remarquable façade de pierre bleue de quatre travées et de trois niveaux. Les fenêtres rectangulaires du rez-de-chaussée possèdent un encadrement mouluré frappé d'une clé de style rococo et encadrent une porte dont le linteau chantourné est orné d'une tête féminine. Séparé du rez par un puissant cordon de pierre mouluré bombé au-dessus de la porte, le premier étage est percé de quatre hautes portes-fenêtres à balcon doré, encadrement mouluré, arc surbaissé et clé à tête féminine. Le deuxième étage présente des fenêtres moins hautes, à arc surbaissé et clé rocaille.
La façade est surmontée d'un entablement composé d'une architrave moulurée, d'une frise portant le millésime MDCCXLVII (1747) et d'une corniche en bois.
Enfin, la façade est sommée d'une remarquable lucarne évasée et cintrée en pierre bleue, à encadrement mouluré, volutes et larmier en forte saillie.
- No 12 : Maison du Faucon, maison baroque de la fin du XVIIe siècle
- No 14 : maison baroque datant de la fin du XVIIe siècle ou du début du XVIIIe siècle

portail en pierre bleue de style rococo (Louis XV), pilastres d'ordre colossal, pignon chantourné
- Nos 38-40 : deux maisons baroques de la fin du XVIIe siècle ou du début du XVIIIe siècle restaurées en 1963-1966 par l'architecte R.Ide
- No 46 : maison baroque de 1626 (coin de la rue des Bouchers)

pignon chantourné, chaînages d'angle en blocs de pierre de taille près desquels un bloc de pierre affiche le millésime de 1626
- No 48 : maison baroque datant de la fin du XVIIe siècle ou du début du XVIIIe siècle

pignon chantourné, ancres de façade en forme de fleur de lys
- No 68 : maison baroque datant de la fin du XVIIe siècle ou du début du XVIIIe siècle

pignon chantourné
- No 72 : maison baroque datant de la fin du XVIIe siècle ou du début du XVIIIe siècle

pignon chantourné

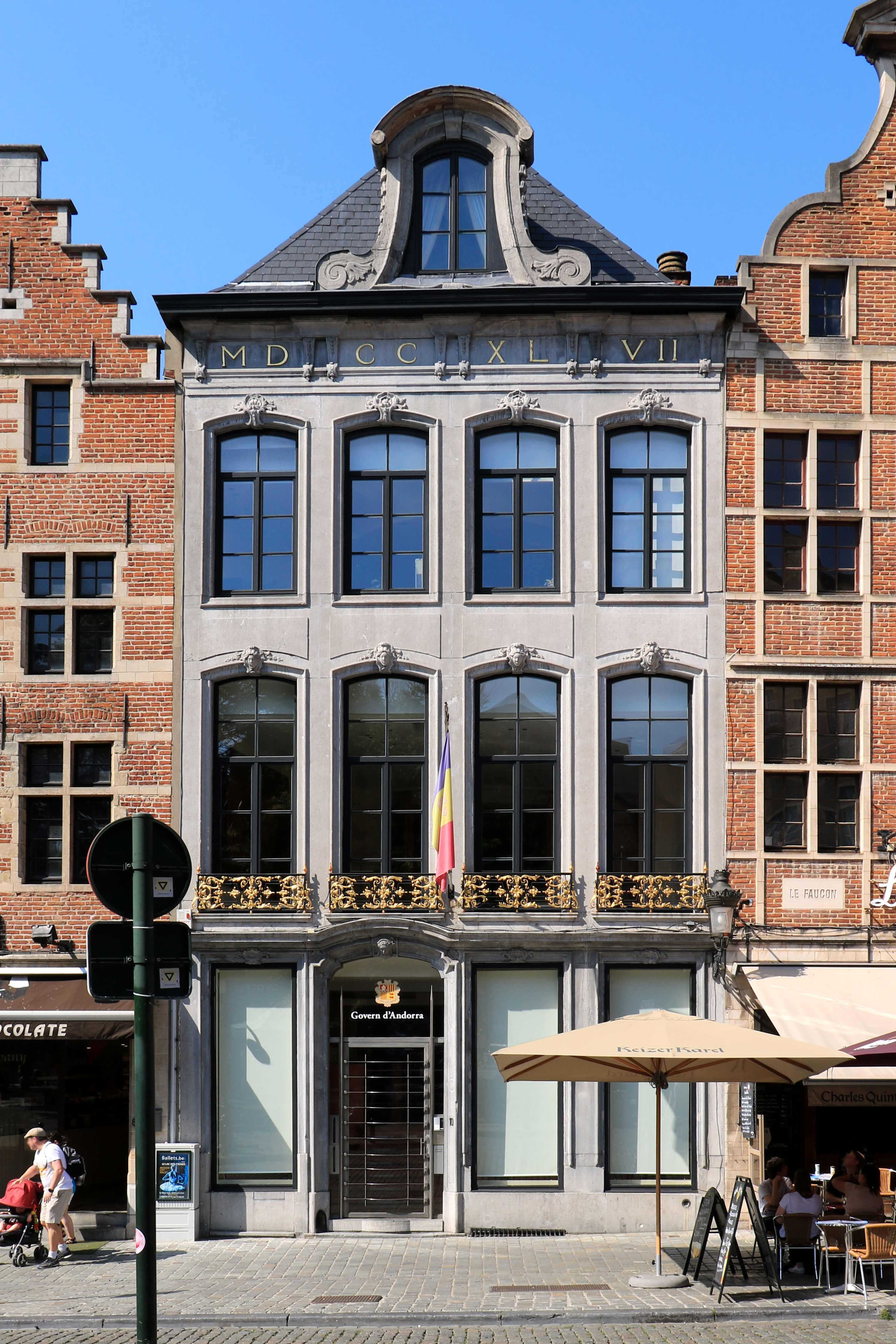
N° 10 : maison de style rococo attribuée à Corneille van Nerven.
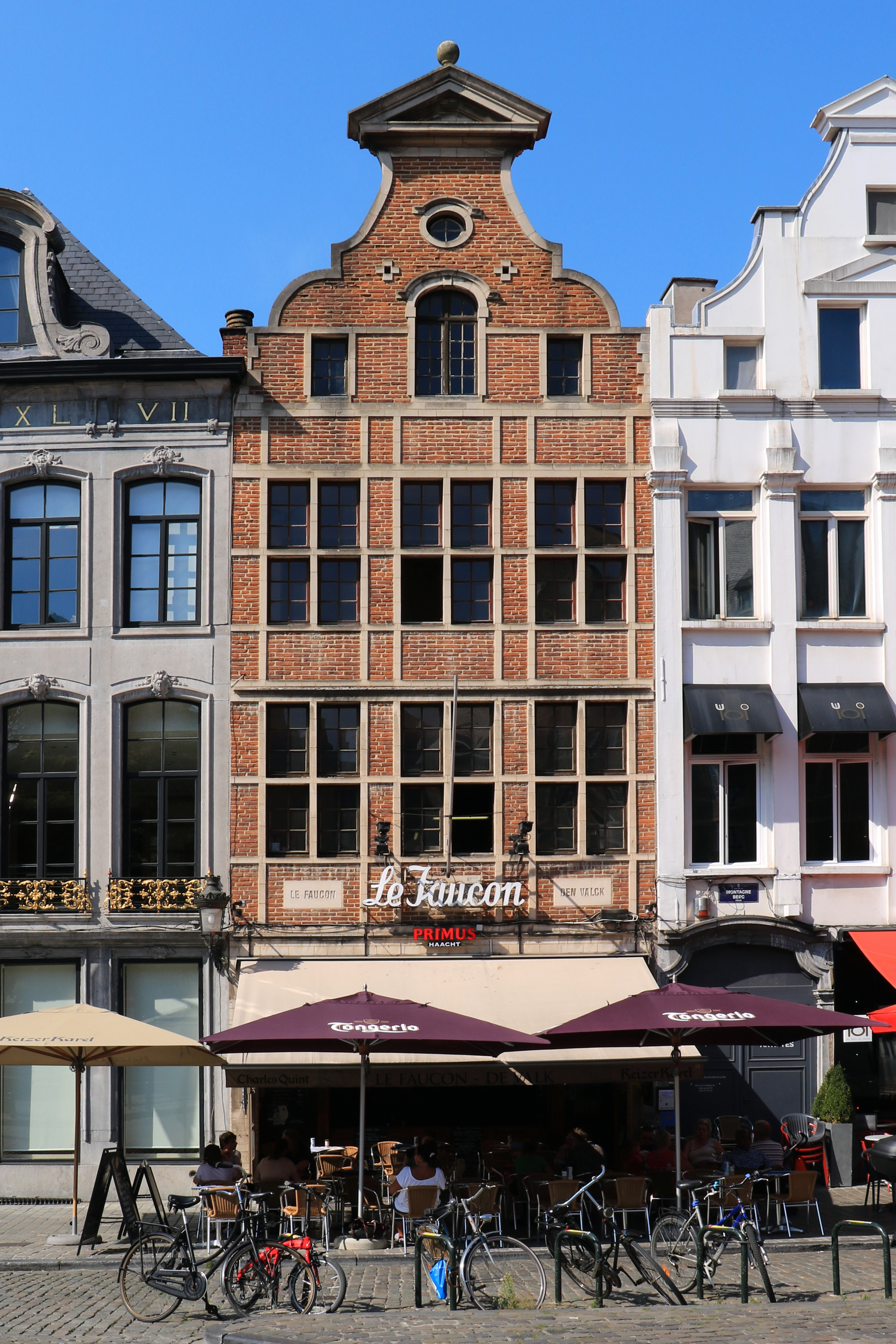
N° 12 : Maison du Faucon, de style baroque.
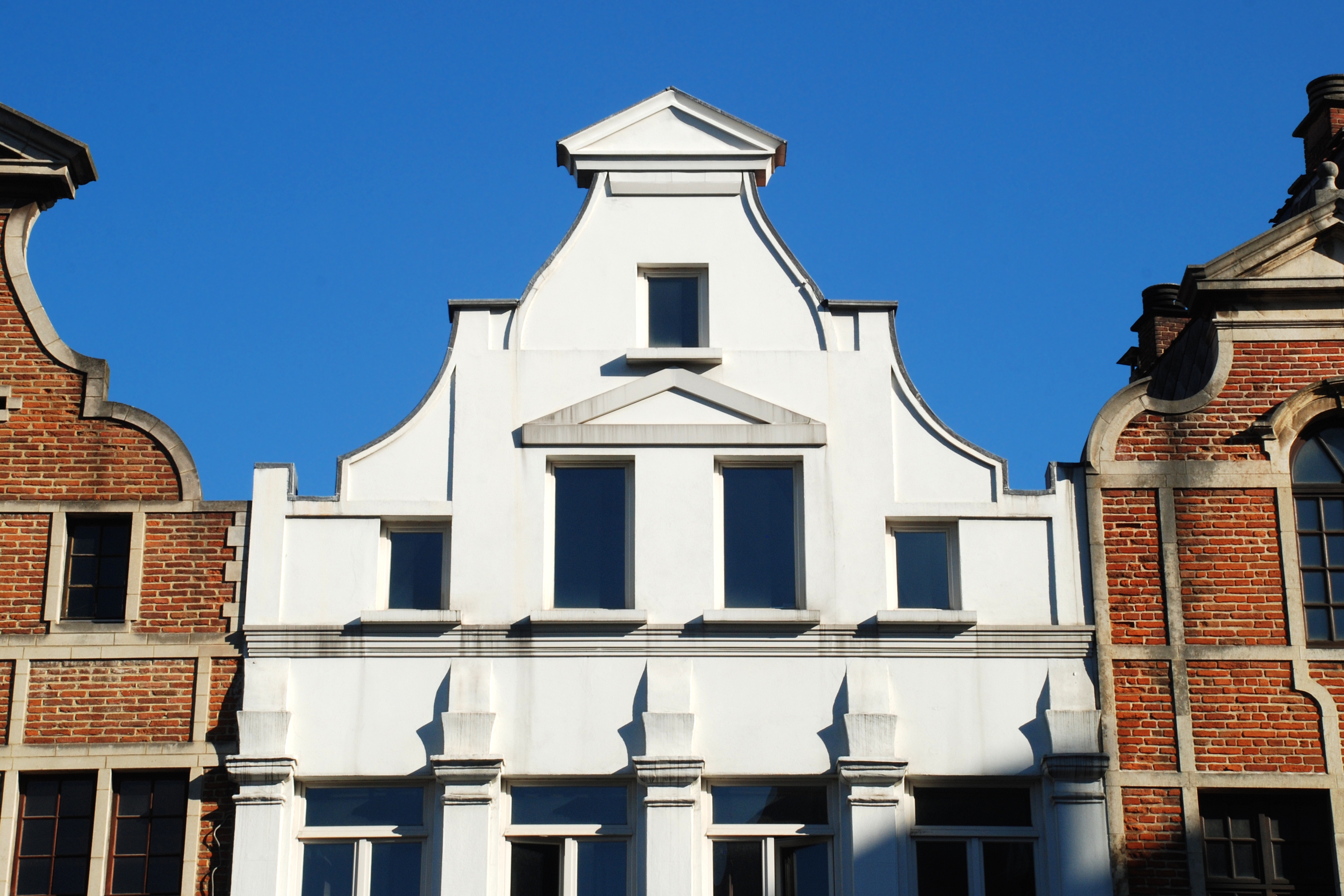
N° 14 : pignon baroque chantourné .
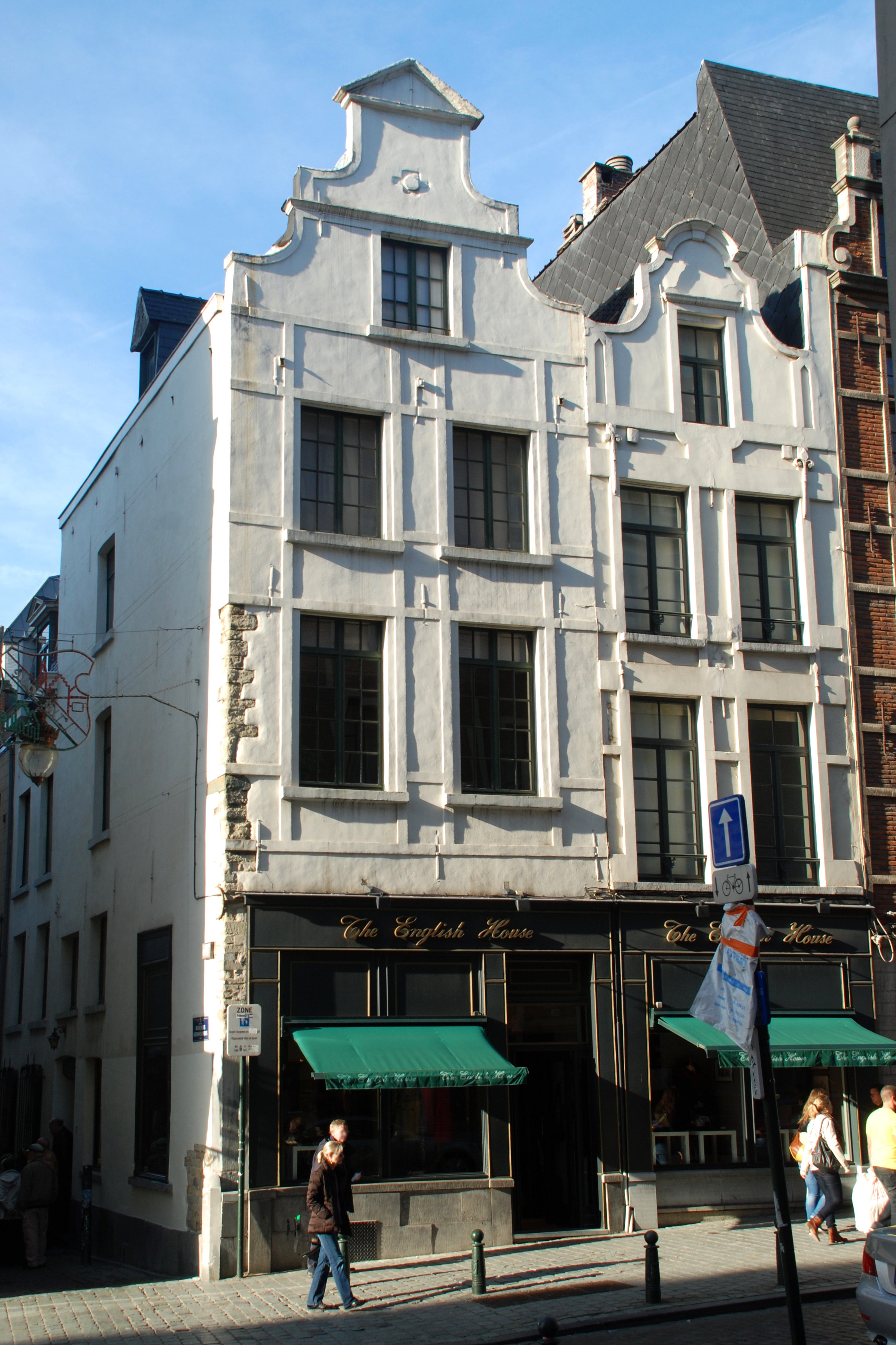
N° 46-48 : maisons baroques au coin de la rue des Bouchers.

### Maisons anciennes de style traditionnel
- No 74 : (XVIIe siècle).

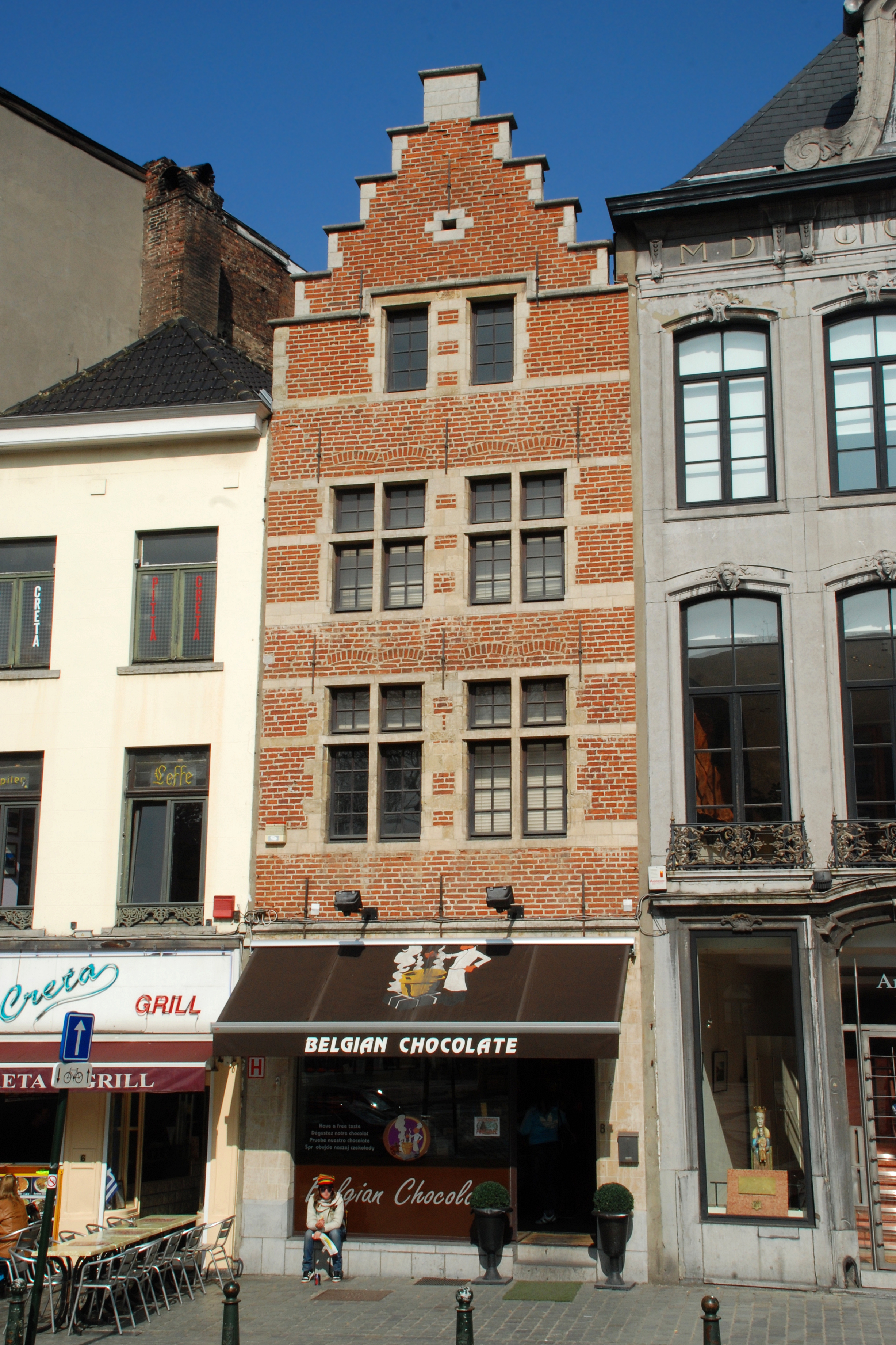
N° 8 : maison de style néo-médiéval.

- No 76 : maison dite « les Trois Perroquets » (XVIIe siècle).

### Maisons de style néo-médiéval
- No 8 : architecte P.F. d'Huart (1971).

### Maisons de style néo-baroque
- No 18 : architecte Jacques Cuisinier (1979).
- Nos 20-22 : architecte J.Stockhem (1967-1968).
- Nos 24-26 : maison ancienne fortement restaurée et transformée par l'architecte H.Profiter en 1924-1925 (décoration néo-baroque).
- Nos 28-30-32-34 : architecte C.Heywang (1966).
- No 36 : architecte G.Daens (1964).
- No 42 : architecte E.Pelseneer (1927).
- No 44 : architecte E.Pelseneer (1927) (coin de la rue des Bouchers).
- No 50 : architecte J.Stockhem (1969).
- Nos 54-56-58-60-62-64 : architecte Philippe Dumont (1959).
- No 70 : architectes P.Bonduelle et Ch.Gilson (1914).

## Dans l'histoire
- Au numéro 28, où est établie en 2014 la Maison des Notaires, se dressait l'Hôtel du Grand Miroir, déjà établi et reconnu en 1785[4], dans lequel mourût en 1901 le Ministre Albert Nyssens. De 1864 à 1866, Charles Baudelaire logea principalement à l'hôtel du Grand Miroir,
- le numéro 86 abritait la librairie d'Edmond Deman. À partir de 1899, la famille vit également à cette adresse, y compris Gabrielle Deman[5].